# جاكسون ويلكوكس
جاكسون ويلكوكس (بالإنجليزية: Jackson Wilcox)‏ هو سباح أمريكي، ولد في 16 أغسطس 1989 في ممفيس في الولايات المتحدة.

## روابط خارجية
- جاكسون ويلكوكس على موقع الاتحاد الدولي للسباحة (الإنجليزية)
- جاكسون ويلكوكس على موقع SwimRankings.net (الإنجليزية)